# Мбу, Эмиль
Эми́ль Бельмо́н Мбу Мбу (фр. Émile Belmont Mbouh Mbouh; род. 30 мая 1966, Дуала) — камерунский футболист, выступавший на позиции левого защитника.
В составе сборной Камеруна участвовал на чемпионатах мира 1990 и 1994 годов. В 1990 году «неукротимые львы» стали первой в истории африканской командой, достигшей стадии четвертьфинала на мундиалях, а Мбу отыграл 4 из 5 матчей своей сборной на этом турнире. Также принимал участие в Кубке африканских наций 1992 года, где камерунцы стали четвёртыми.